# Walt Minnick
Walter Clifford « Walt » Minnick, (né le 20 septembre 1942), est un homme politique américain, membre du parti démocrate et représentant du premier district de l'Idaho à la Chambre des représentants des États-Unis de 2009 à 2011.

## Biographie

### Vie personnelle
Walt Minnick est né à Walla Walla dans l'État de Washington. En 1964, il obtient son baccalauréat au Whitman College, peu après il intègre la Harvard Business School où il sera diplômé d'un master en administration des affaires. En 1969, il obtient un juris Doctor à la faculté de droit de Harvard.
Minnick est un homme d'affaires et homme politique qui réside à Boise. Minnick est aussi un vétéran qui a servi dans l'armée et au Pentagone pendant la guerre du Viêt Nam. Minnick fut également chef dans l'industrie forestière et le fondateur d'une chaîne de pépinières spécialisée dans la vente au détail, la SummerWinds Garden Centers.

## Carrière politique

### Candidature au Sénat des États-Unis (1996)
En 1996, Minnick annonce sa candidature au sénat américain contre le sénateur républicain Larry Craig. Même s'il remporte l'investiture démocrate sans aucune opposition, il sera néanmoins sévèrement battu par le sénateur républicain.

### Représentant des États-Unis (2009—2011)
Le 27 mai 2008, Minnick est investi sans opposition par le parti démocrate pour le siège de représentant occupé par Bill Sali.
Le 4 novembre 2008, à la surprise générale, il bat le représentant républicain Bill Sali.
Le 3 janvier 2009, il prête serment et devient représentant. Peu après, il rejoint la coalition conservatrice Blue Dog.
Il vote contre la réforme de santé et contre la plupart des lois importantes soutenues par le président Obama et la majorité démocrate. Dans le 111e congrès, il était considéré comme le représentant démocrate le plus conservateur.

#### Candidat sans succès à un second mandat
De nouveau investi sans opposition par les démocrates en 2010, Minnick a été battu par le républicain Raúl Labrador, et ce malgré le soutien qu'il a reçu du Tea Party.

## Histoire électorale
| Fonction                                                        | Années | Élection      | Candidat démocrate | Voix    | %       | Candidats républicains | Voix    | %       | Autres candidats | Voix   | %      |
| --------------------------------------------------------------- | ------ | ------------- | ------------------ | ------- | ------- | ---------------------- | ------- | ------- | ---------------- | ------ | ------ |
| Sénat des États-Unis (Idaho — Classe II)                        | 1996   | Primaire      | Walt Minnick       | 34 551  | 100 %   |                        |         |         |                  |        |        |
| Sénat des États-Unis (Idaho — Classe II)                        | 1996   | Général       | Walt Minnick       | 198 422 | 39,91 % | Larry Craig *          | 283 532 | 57,02 % | Mary Charbonneau | 10 137 | 2,04 % |
| Sénat des États-Unis (Idaho — Classe II)                        | 1996   | Général       | Walt Minnick       | 198 422 | 39,91 % | Larry Craig *          | 283 532 | 57,02 % | Susan Vegors     | 5 142  | 1,03 % |
| Chambre des représentants des États-Unis (Idaho — 1er district) | 2008   | Primaire      | Walt Minnick       | 19 445  | 100 %   |                        |         |         |                  |        |        |
| Chambre des représentants des États-Unis (Idaho — 1er district) | 2008   |               | Walt Minnick       | 175 898 | 50,61 % | Bill Sali *            | 171 687 | 49,39 % |                  |        |        |
| Chambre des représentants des États-Unis (Idaho — 1er district) | 2010   | Primaire      | Walt Minnick *     | 11 402  | 100 %   |                        |         |         |                  |        |        |
| Chambre des représentants des États-Unis (Idaho — 1er district) | 2010   |               | Walt Minnick *     | 102 135 | 41,28 % | Raúl Labrador          | 126 231 | 51,02 % | Dave Olson       | 14 365 | 5,81 % |
| Chambre des représentants des États-Unis (Idaho — 1er district) | 2010   | Mike Washburn | Walt Minnick *     | 102 135 | 41,28 % | Raúl Labrador          | 126 231 | 51,02 % | 4 696            | 1,90 % |        |

Légende : ..Parti démocrate.. ..Parti républicain.. ..Parti libertarien.. ..Parti de la loi naturelle.. ..Indépendant.. * sortant